# Arielulus
Arielulus is een geslacht van zoogdieren uit de familie van de gladneuzen (Vespertilionidae). De wetenschappelijke naam van het geslacht werd in 1987 gepubliceerd door Hill & Harrison.

## Soorten
Er worden 3 soorten in dit geslacht geplaatst:
- Arielulus circumdatus (Temminck, 1840)
- Arielulus cuprosus (J. Edwards Hill & C. M. Francis, 1984)
- Arielulus societatis (J. Edwards Hill, 1972)